# 斯普林菲爾德鎮區 (明尼蘇達州卡頓伍德縣)
斯普林菲爾德鎮區（英語：Springfield Township）是位於美國明尼蘇達州卡頓伍德縣的一個行政鎮區。

## 地方資料
斯普林菲爾德鎮區的面積為93.50平方千米，當中陸地面積為93.40平方千米，而水域面積為0.10平方千米。根據2020年美國人口普查的數據，當地共有人口118人，而人口密度為每平方千米1.26人。